# Holm, Göteborgs kommun
Holm är en bebyggelse i Tuve socken i Göteborgs kommun. Från 2023 är området av SCB avgränsat till en småort.

## Stora Holms säteri

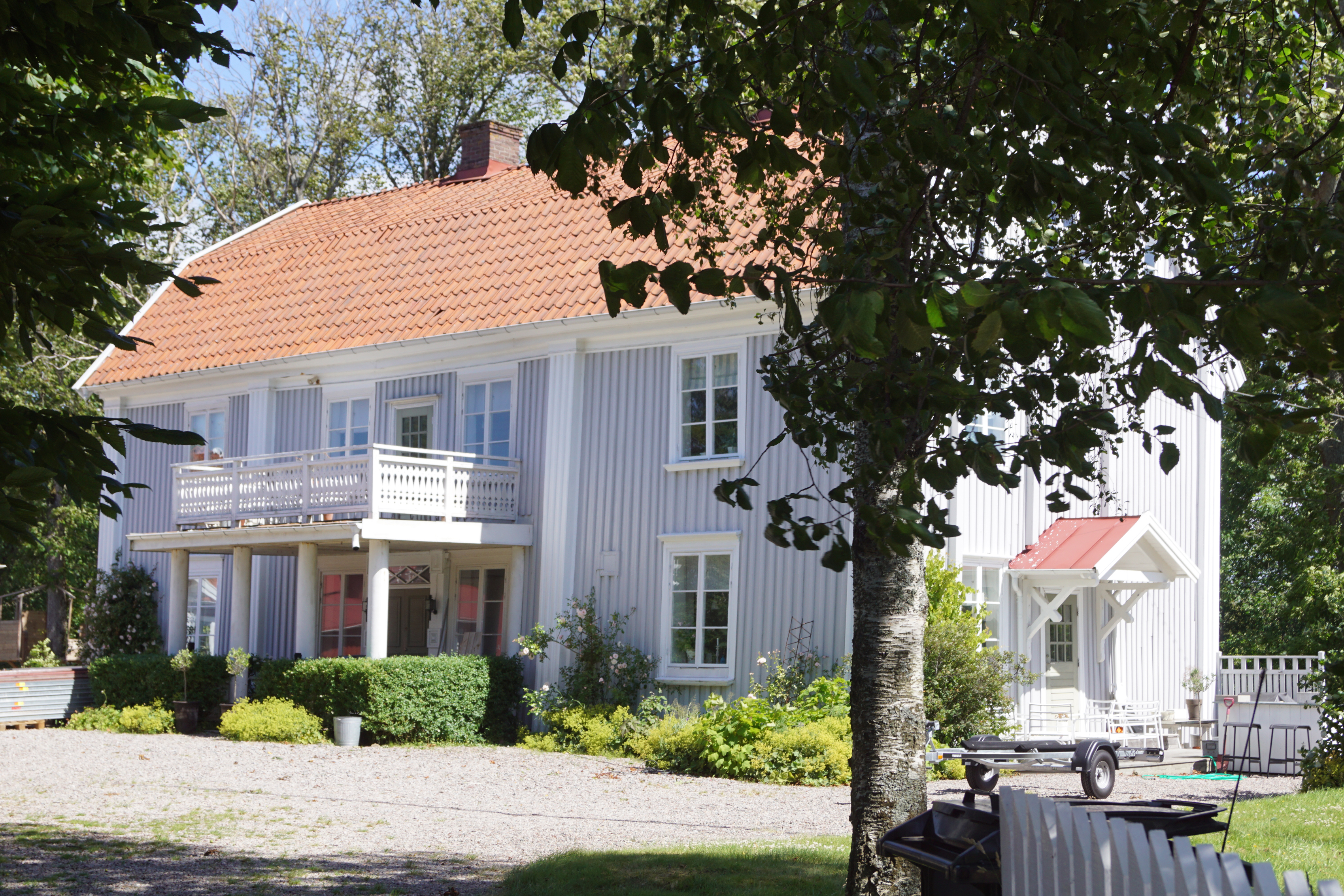
Stora Holms säteri.

Strax öster om orten återfinns Stora Holms säteri. Holm var ursprungligen tre stycken skattegårdar, vilka förenades till en större gård om tre hemman. Den blev frälse i början av 1600-talet. År 1647 blev gården köpt frälse av Regner Lehuusen. I 1654 års Jordebok förtecknas gården dock som skatte, men med ovanstående upplysning som marginalanteckning. År 1690 reducerades Holm ifrån greve Robbert Douglas arvingar och fick ingå i indelningsverket som löneboställe åt översten och kommendanten i Göteborg, fortfarande som säteri, men arrenderades ut. Riksrådet greve Carl Dücher bytte 1721 till sig gården, som därmed åter blev frälse. Den hade då ett torp, och 1748 omtalas fyra stycken torpställen under gården: Torpet, Hagen, Boekullen och Grimman.
1974 bildade dramatikern Ellen Bergman Göteborgs kammarteater på Stora Holm, där hon också bodde. Här kombinerade hon mat- och teaterupplevelser. Verksamheten lades ner 1986.